# Óriás repülőkutya

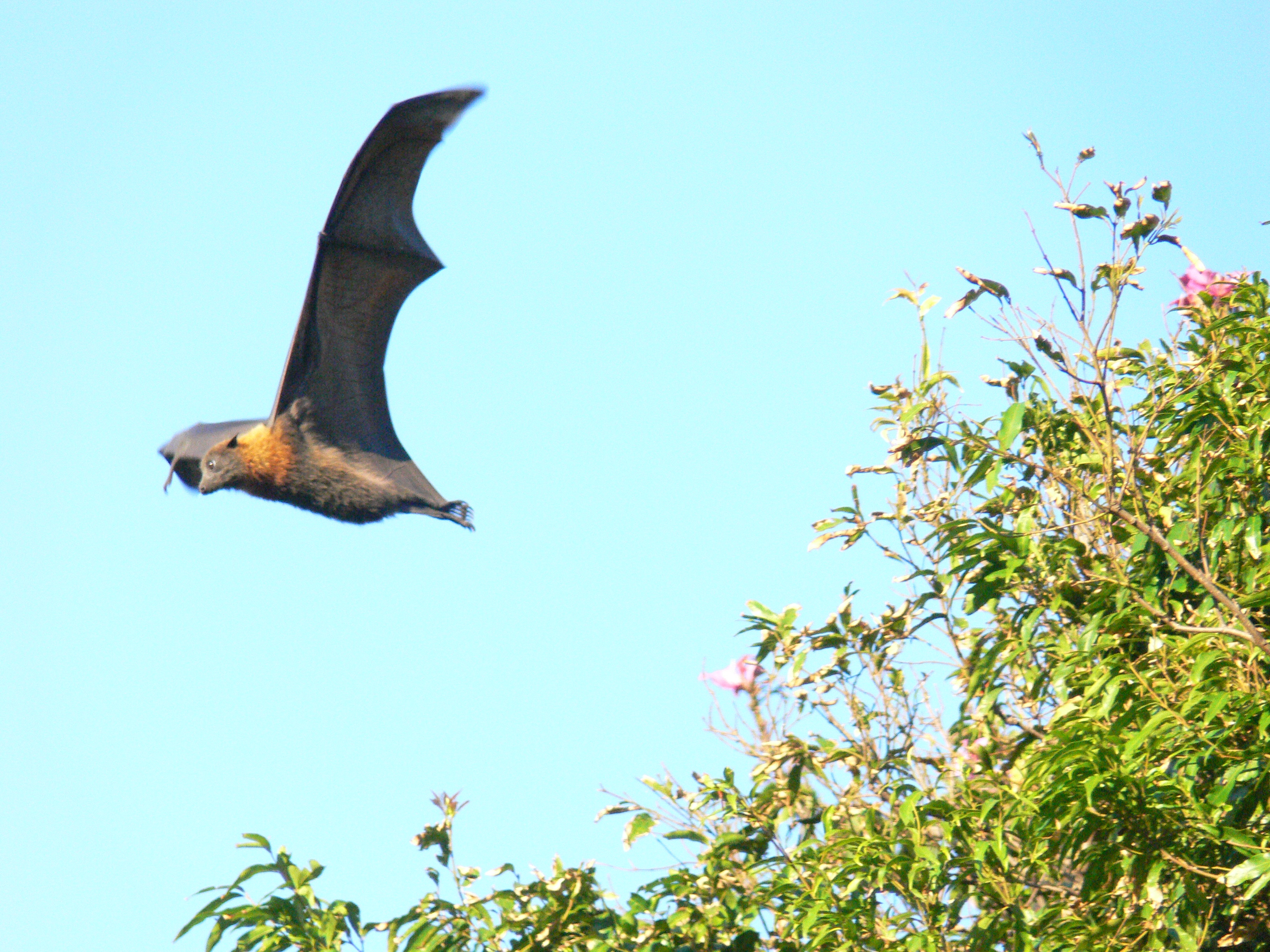
Repülés közben

Az óriás repülőkutya vagy más néven kalong (Pteropus vampyrus) az emlősök (Mammalia) osztályának a denevérek (Chiroptera) rendjéhez, ezen belül a nagydenevérek (Megachiroptera) alrendjéhez és a repülőkutyafélék (Pteropodidae) családjához tartozó nagy méretű faj.

## Előfordulása
Az óriás repülőkutya széles körben elterjedt Ázsia délkeleti részén, ahol indiai repülőkutyát váltja fel. 
Mianmar déli részétől, Thaiföld, Vietnám, Kambodzsa, Laosz és Malajzia területén honos, előfordul továbbá a Fülöp-szigeteken (Bohol, Bongao, Boracay, Cabo, Catanduanes, Culion, Leyte, Guimaras, Luzon, Marinduque, Mindanao, Mindoro, Negros, Palawan, Panay szigetén)  és Indonézia több szigetén - így Borneó, Szumátra, Bangka, a Mentawai-szigetek, Jáva, Bali, Lombok, Szumbawa, Szumba, Natuna, vagy Timor szigetén is.
Ezeken kívül kóborló egyedeit látták már a kínai Shanxi tartományban és az Andamán- és Nikobár-szigeteken is.

Elsősorban esőerdőkben és part menti mangrove mocsarakban él. Előszeretettel telepszik meg kisebb szigeteken.

## Alfajai
- Pteropus vampyrus vampyrus
- Pteropus vampyrus edulis
- Pteropus vampyrus lanensis
- Pteropus vampyrus natunae
- Pteropus vampyrus pluton
- Pteropus vampyrus sumatrensis

## Megjelenése
Az egyik legnagyobb testű denevérfaj.
Az állat vitorlafesztávolsága 132-150 centiméter, testtömege 645-1092 gramm.
Teste szürkésbarna színű, vállainál sárgás színezettel.
A vitorla lényegesen hosszabb és szélesebb, mint a legtöbb rovarevő denevéré, igen alkalmas a lendületes repülésre; felmelegedés és alvás közben a repülőkutya beburkolózik a több helyen ízülettel ellátott vitorlába. Hátsó lábán öt ujj van. Karmai hosszúak; alkalmasak az ágakon való csüngésre és a nagy gyümölcsökön történő megkapaszkodásra táplálkozás közben. Az állat egy vagy mindkét lábán is képes függeszkedni. A hallása fejlett; a repülőkutya nősténye hangjáról is felismeri kölykét. A repülőkutya éjjel röptében nem használ ultrahangos bemérőrendszert, hanem remek látására hagyatkozik.
Az, hogy pontosan melyik is a legnagyobb testű denevérfaj, nem teljesen tisztázott. Az óriás repülőkutya mellett az aranykoronás repülőkutya (Acerodon jubatus) és az indiai repülőkutya (Pteropus giganteus) is hasonló méretekkel bír.

## Életmódja

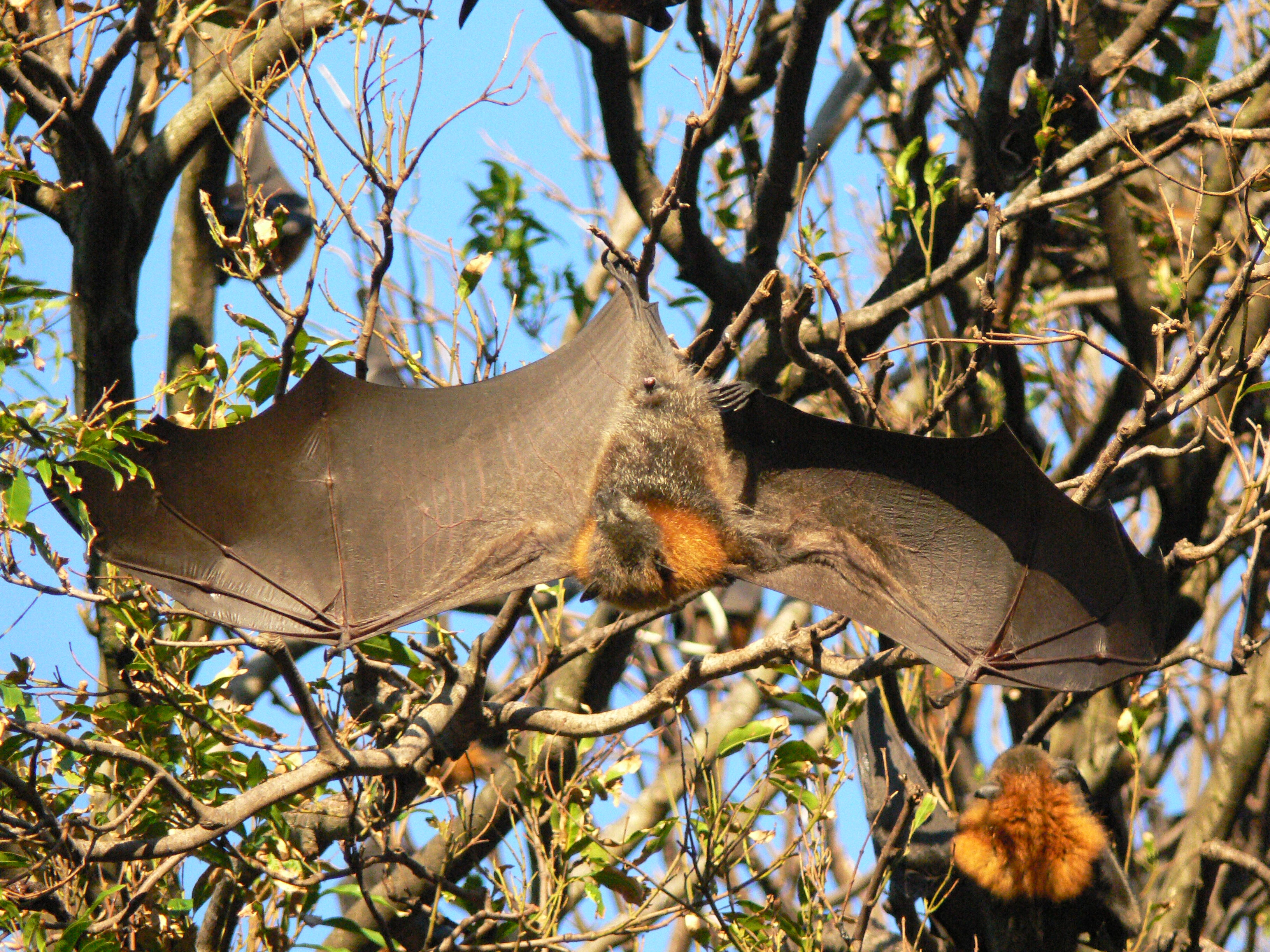

A repülőkutya kolóniákban él, alkonyatkor és pirkadatkor a legaktívabb. 
Kolóniái kifejezetten nagyok is lehetnek, olykor akár 10.000 állat is élhet együtt.
Táplálékkeresés közben messzire, akár 50 kilométerre is eltávolodhat alvóhelyétől. Sokszor kimerészkedik a nyílt tenger fölé is, miközben egyik szigetről a másikra repül.
Tápláléka mangó, guajáva, banán és egyéb gyümölcsök. Körülbelül 15 évig él, a legmagasabb ismert kor 30 év.

## Szaporodása
Az ivarérettséget 1-2 éves korban éri el. A párzási időszak február–május között van. A vemhesség körülbelül 150 napig tart, ennek végén 1 utód jön a világra. Az elválasztás 5 hónap után következik be, de a kölyök még 3 hónapot az anyja mellett ül.

## Rokon fajai
Az indiai repülőkutya a Pteropus nemen belül a Pteropus vampyrus fajcsoport tagja. Ide tartoznak a legnagyobb testű fajok.
Legközelebbi rokona az indiai repülőkutya (Pteropus giganteus). Szintén közeli rokonai a valamivel kisebb burmai repülőkutya (Pteropus intermedius) és a Lyle-repülőkutya (Pteropus lylei).

## Fordítás
- Ez a szócikk részben vagy egészben  a   Kalong című német Wikipédia-szócikk fordításán alapul.  Az eredeti cikk szerkesztőit annak laptörténete sorolja fel. Ez a jelzés csupán a megfogalmazás eredetét és a szerzői jogokat jelzi, nem szolgál a cikkben szereplő információk forrásmegjelöléseként.